# Metilamina
Metilamina é um composto orgânico com fórmula molecular CH3NH2. É um gás incolor derivado da amônia, que consiste na substituição de um hidrogênio por um grupo metil. É a mais simples amina primária. É vendida em uma solução de metanol, etanol, tetraidrofurano (THF), e água, ou como gás anidro em contêineres de metal. Industrialmente, a metilamina é vendida na forma anidra em tanques. Possui um forte odor similar ao de peixe. A metilamina é usada como reagente essencial para a síntese de muitos outros compostos. Mais de 1 milhão de toneladas são produzidas anualmente.
Metilamina é preparada comercialmente pela reação de amônia com metanol catalisada pela presença de um aluminossilicato. Dimetilamina e Trimetilamina são co-produtos dessa reação. A cinética da reação e a razão de reagentes determina a razão entre os três produtos (Metilamina, Dimetilamina e Trimetilamina).
CH3OH + NH3 → CH3NH2 + H2O
Usando esse processo, aproximadamente 100 mil toneladas de Metilamina foram produzidas em 2005.